# Государственный комитет по градостроительству и архитектуре Азербайджана
Государственный комитет градостроительства и архитектуры Азербайджанской Республики 
— государственный орган, ответственный за планирование и проектирование градостроительства, развитие и контроль архитектурной деятельности в Азербайджане.

## История

### Период Азербайджанской ССР
До 1953 года действовало Министерство жилищно-гражданского строительства Азербайджанской ССР. 18 апреля 1953 года Министерство преобразовано в Министерство коммунального хозяйства и жилищно-гражданского строительства. 6 января 1954 года Министерство вновь было преобразовано в Министерство жилищно-гражданского строительства.
25 августа 1954 года Министерство жилищно-гражданского строительства было преобразовано в Министерство городского и сельского строительства.
При Совете Министров Азербайджанской ССР действовало Управление по делам архитектуры. 13 февраля 1959 года управление было преобразовано в Государственный комитет по делам строительства и архитектуры (Госстрой).
6 июня 1967 года Министерство городского и сельского строительства было упразднено. Также был упразднён Государственный комитет по делам строительства и архитектуры.
Вместо них было образовано Министерство строительства Азербайджанской ССР.

### После распада СССР
С 1991 года действовал Государственный комитет по делам строительства и архитектуры. 18 мая 1993 года он был преобразован в Государственный комитет строительства и архитектуры. 28 февраля 2006 года комитет был упразднён. На его базе был создан Комитет по градостроительству и архитектуре. Входившие в состав  Комитета государственного строительства и архитектуры Государственный проектный институт, Государственный департамент оценки, Главное управление государственной экспертизы были переданы Министерству по чрезвычайным ситуациям.

## Структура
Комитет возглавляет председатель коллегии, и шесть членов комитета:
- председатель Комитета градостроительства и архитектуры Нахичеванской Азербайджанской Республики
- начальник управления Государственного комитета по градостроительству и архитектуре
- директор Департамента архитектуры внутри комитета
- директор Департамента по документации и соответствию архитектурного планирования
- директор Азербайджанского государственного проектного института
- директор Бакинского государственного проектного института

### Отделы
- Градостроительный отдел
- Отдел градостроительного кадастра
- Отдел архитектуры
- Отдел документации по планированию и архитектурному планированию
- Отдел экономики и оценки
- Отдел проектов и научных работ
- Отдел градостроительства и архитектурного контроля
- Отдел технической регламентации и лицензирования
- Отдел инженерии

### Подчинённые организации

#### Государственный проект «Azermemarlayihe»
Государственный проект «Azermemarlayiha» начал функционировать с 1930 года как бюро «Колхозное кооперативное строительство». Основным направлением деятельности организации с момента её создания стало проектирование важных сельскохозяйственных объектов (консервных заводов, бройлерных заводов, жилых районов), проектов районного планирования, составление генеральных планов городов и районов, проектирование общественных и жилых зданий.

#### НИИ строительства и архитектуры AzİMETİ
Азербайджанский научно-исследовательский институт строительства и архитектуры был создан на основании Постановления Совета министров СССР от 13 июня 1984 года № 1163 и Совета министров Азербайджанской ССР от 30 августа 1984 года:
Деятельность института направлена на разработку новых благоприятных и надежных строительных решений для зданий и сооружений, осуществление строительства, изучение различных строительных конструкций и инженерных техник, а также изучение и укрепление зданий и сооружений и совершенствование принципов городского планирования в соответствии с местными климатическими и социальными условиями, изучение новой прогрессивной архитектуры и национальных традиций архитектуры.

#### Бакинский государственный проектный институт
Бакинский государственный проектный институт основан в 1937 году. С момента своего создания институт занимается проектной деятельностью, в ходе которой решены проблемы городского планирования и разработаны схемы и проекты для инженерной и транспортной инфраструктуры. Институт разработал Генеральный плана города Баку (2005).
Деятельность института включает в себя проекты регионального планирования, генеральные планы, проекты детального планирования, строительные проекты жилых районов, проекты жилых и гражданских зданий, инженерную и коммуникационную инфраструктуру, охрану окружающей среды, экологию, дендрологию, дренаж, геодезические и геологические исследования.

### Карабахское региональное управление
Карабахское главное региональное управление архитектуры и градостроительства при Государственном комитете градостроительства и архитектуры Азербайджана создано 12 августа 2021 года в связи с необходимостью градостроительства на освобождённых территориях. Карабахскому главному региональному управлению поручается осуществление государственного градостроительного контроля на местном уровне на административных территориях Агдамского, Джебраильского, Физулинского, Кельбаджарского, Губадлинского, Лачинского, Шушинского, Ходжалинского, Ходжавендского и Зангиланского районов.

## Функции
Основные функции Комитета:
- обеспечение соблюдения городского строительства в соответствии с государственной политикой Азербайджана;
- развитие строительной отрасли городов;
- защита и сохранение традиций национального градостроительства и архитектуры;
- обеспечение надлежащего использования территорий и их ресурсов в городах и пригородах;
- повышение качества архитектурного проектирования и дизайна зданий, башен и других комплексов;
- участие в формировании единой государственной политики в соответствующей области и обеспечение реализации этой политики;
- обеспечение развития соответствующей области;
- защита градостроительства и национальных архитектурных традиций (наследия), а также обеспечение эффективного использования территорий с учётом природных и местных особенностей городов, исторически сложившихся поселений вокруг них;
- обеспечение реализации государственного градостроительного кадастра в республике;
- расширение архитектурного планирования и проектных решений для зданий, сооружений и их комплексов[16].

Комитет сотрудничает с исполнительной властью города Баку и другими исполнительными государственными учреждениями.
Один из крупнейших проектов в повестке дня комитета — развитие Баку, Сумгаита, Апшерона.

## Права комитета
- Подготовка проектов законов, относящихся к соответствующей области, участие в их подготовке;
- Выступления с инициативой поддержки Азербайджана в соответствующих международных соглашениях;
- Утверждение положений местных органов исполнительной власти по вопросам архитектурного и градостроительного планирования, утверждение назначения главных архитекторов;
- Выдача заключений о выделении земли для восстановления теплиц;
- Внесение изменений в общий план, планирование размещения новых объектов в городском планировании, как того требует законодательство, где требуются изменения в подробных планировочных и земельных проектах и архитектурно-планировочных решениях существующих территорий;
- Подготовка аналитических материалов, проведение научных исследований и составление соответствующих предложений в соответствии с направлением деятельности;
- Принятие мер в пределах своей компетенции в случае выявления нарушений законодательства о городском планировании;
- Сотрудничество с соответствующими международными организациями, соответствующими государственными органами (ведомствами) иностранных государств, изучение соответствующего опыта иностранных государств;
- Запрашивание необходимой информации (документов) от государственных и местных органов самоуправления, физических и юридических лиц в соответствующей области и получение от них такой информации (документов);
- Принятие мер и внесение предложений по подготовке специалистов в соответствующей области;
- Привлечение независимых экспертов и специалистов к своей деятельности;
- Совершенствование научной и технической информации в соответствующей области, создание базы данных нормативных документов, информационных сетей, веб-сайтов, специальных бюллетеней и других публикаций;
- Публикация нормативных документов в соответствующей области в объеме средств, предназначенных для этой цели;
- Выдача рекомендаций в отношении применения норм, правил и стандартов в соответствующей области;
- Анализ деятельности подотчётных организаций и принятие соответствующих решений[16]

## Деятельность комитета
Комитет ведёт градостроительный кадастр.
1 августа 2018 года комитету было подчинено Главное управление аппарата главы исполнительной власти города Баку по архитектуре и градостроительству. С этого периода комитет выдаёт разрешения на строительство и эксплуатацию объектов на территории г. Баку.
18 июня 2019 года в подчинение комитету передан Центр территориального планирования и строительства.
Делегация комитета в декабре 2023 года приняла участие в министерском совещании на 28-й конференции ООН по изменению климата по вопросам связи изменения климата и градостроительства.

## Председатели
Комитет строительства и архитектуры
- Дадаш Асанов[азерб.] (7 декабря 1989 — 18 мая 1993)[20]
- Али Тахмазов[азерб.] (19 мая 1993 — 16 октября 1994)[21][22]
- Абид Шарифов (20 июля 1995 — 19 апреля 2001)[23][24]
- Шаир Гасанов[азерб.] (19 апреля 2001 — 28 февраля 2006)[25][10]

Комитет градостроительства и архитектуры
- Аббас Алескеров (4 апреля 2007 — 18 февраля 2018)[26]
- Самир Нуриев (21 апреля 2018 — 1 ноября 2019)
- Анар Гулиев (с 8 января 2020)[27]